# Hölstein
Hölstein (schweizerdeutsch: Hölschte) ist eine politische Gemeinde im Kanton Basel-Landschaft und liegt zwischen dem Kantonshauptort Liestal und dem historischen Städtchen Waldenburg. Sie gehört zur Randzone des Einzugsgebietes von Basel.

## Geographie

Historisches Luftbild von Werner Friedli von 1953

Das Baugebiet umfasst 93 ha, das Landwirtschaftsgebiet 262 ha, und 244 ha sind bewaldet (Stand 2014/15).
Die Nachbargemeinden sind Ramlinsburg, Zunzgen, Tenniken, Diegten, Bennwil, Niederdorf und Lampenberg.

## Geschichte
Hölstein wurde 1093 erstmals urkundlich erwähnt: als «Hulestein». Der Name bedeutet «hohler Stein» oder «beim hohlen Fels». Im 14. Jahrhundert war das Dorf ein Lehen der Ziefener, eines Zweigs der Eptinger.
In den Jahren 1629 (15 Tote), 1830 (19 Tote), 1924 und 1926 wurde Hölstein von Hochwassern heimgesucht. Markierungen am Hölsteiner Bahnhof erinnern an die Hochwasserstände der Frenke. Das Hochwasser vom 16. Juli 1830 ist auch Thema eines Gemäldes von Johannes Senn (1780–1861). 1931 wurde an der Gemeindeversammlung beschlossen, die Frenke wegen der immer wiederkehrenden Hochwasser zu korrigieren.
Auf dem Gemeindegebiet von Hölstein liegt der Leuenberg, der als Tagungsort der reformierten Kirche genutzt wird. Zwischenkirchliche Lehrgespräche, die 1973 dort stattgefunden hatten, führten zur Leuenberger Konkordie als Gründungsdokument der Gemeinschaft Evangelischer Kirchen in Europa.

## Wappen
Ein silberner Adler mit goldenen Fängen, der auf rotem Grund liegt (um 90° gedreht). Das Wappen ist seit 1945 offiziell. Die Farben Rot und Weiss stammen vom Kloster Payerne, dem Hölstein im 10. Jahrhundert gehörte. Der liegende Adler erinnert an die Grafen von Eptingen, die Lehnherren des Dorfes im 14. und 15. Jahrhundert.

## Verkehr
Hölstein liegt für den öffentlichen Personenverkehr günstig an der Waldenburgerbahn. So lässt sich die Kantonshauptstadt Liestal innerhalb von 12 Minuten erreichen. Nach Basel sind es mit dortigem Umstieg 25 Minuten. 
Die Autobahn A2 Auffahrt Diegten ist wenige Minuten von Hölstein entfernt. Sie führt Richtung Basel/Deutschland/Frankreich oder nach Bern/Zürich/Gotthard.

## Wirtschaft
1904 gründeten Paul Cattin und Georges Christian in Hölstein die Uhrenfabrik Oris (benannt nach dem Orisbach); das Unternehmen hat auch heute noch seinen Hauptsitz in der Gemeinde.

## Politik
Der Gemeinderat (Exekutive) besteht aus sieben Stimmberechtigten. Gemeindepräsidentin (2024–2028) ist Andrea Heger-Weber (EVP, Stand 2025).
Bei den Schweizer Parlamentswahlen 2023 betrugen die Wähleranteile in Hölstein: SVP 36,2 % (2019 30,5 %), SP 22,0 % (20,5 %), FDP 11,0 % (15,5 %), Grüne 9,6 % (13,8 %), Mitte 7,8 % (6,4 %), EVP 7,1 % (8,9 %), glp 4,8 % (4,4 %), EDU 0,5 % (–).

## Sehenswürdigkeiten

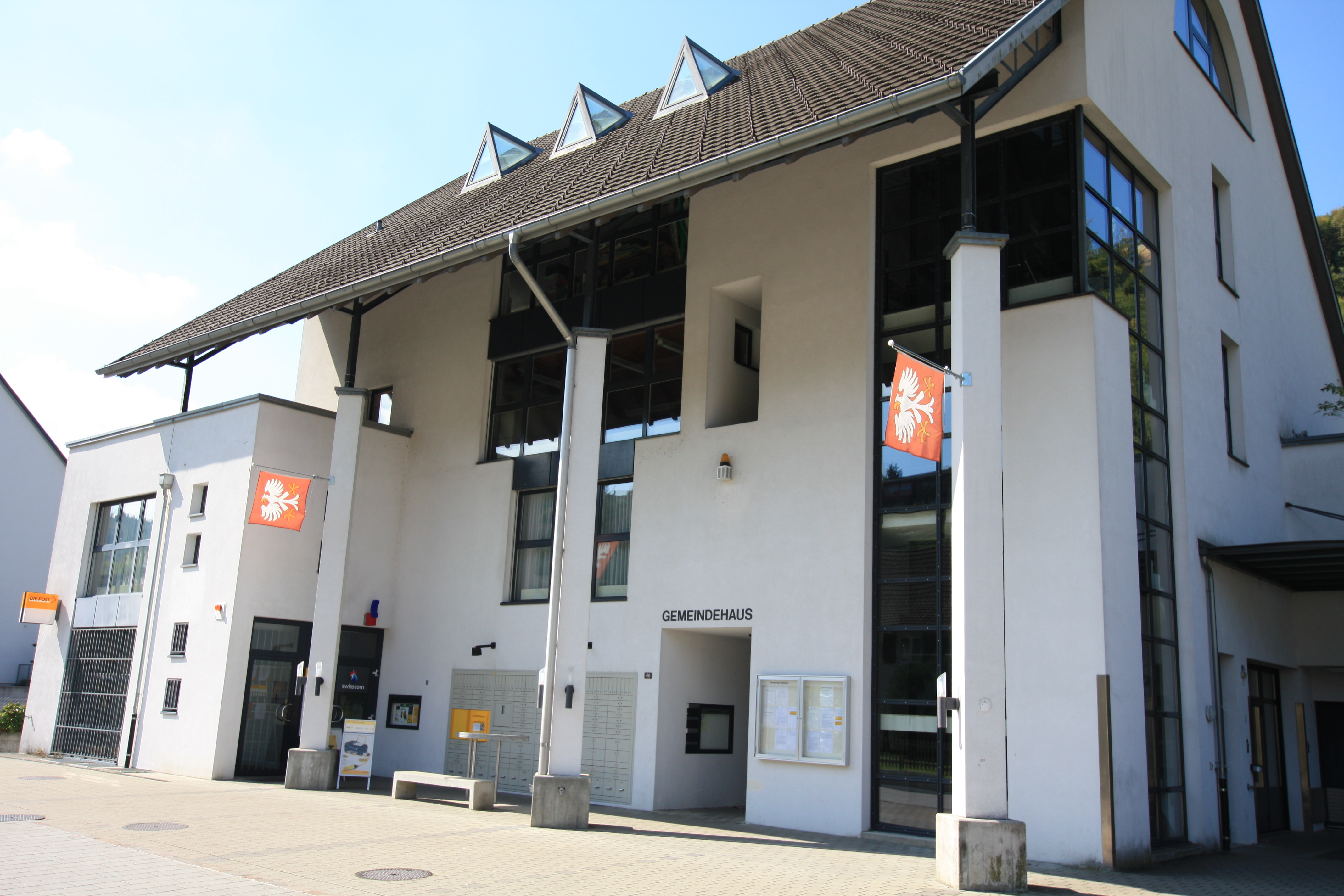
Gemeindeverwaltung und Post in Hölstein
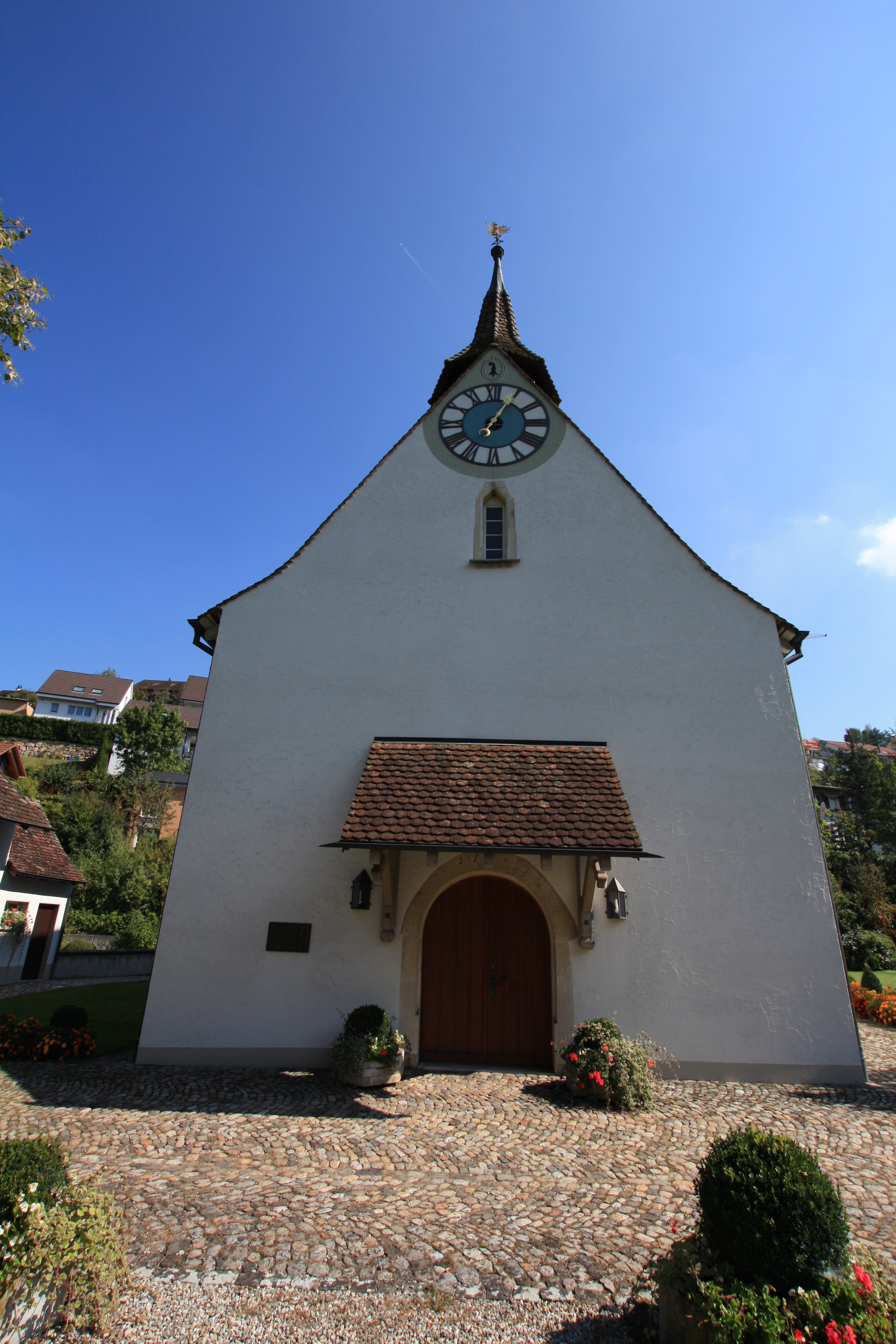
Reformierte Kirche Hölstein
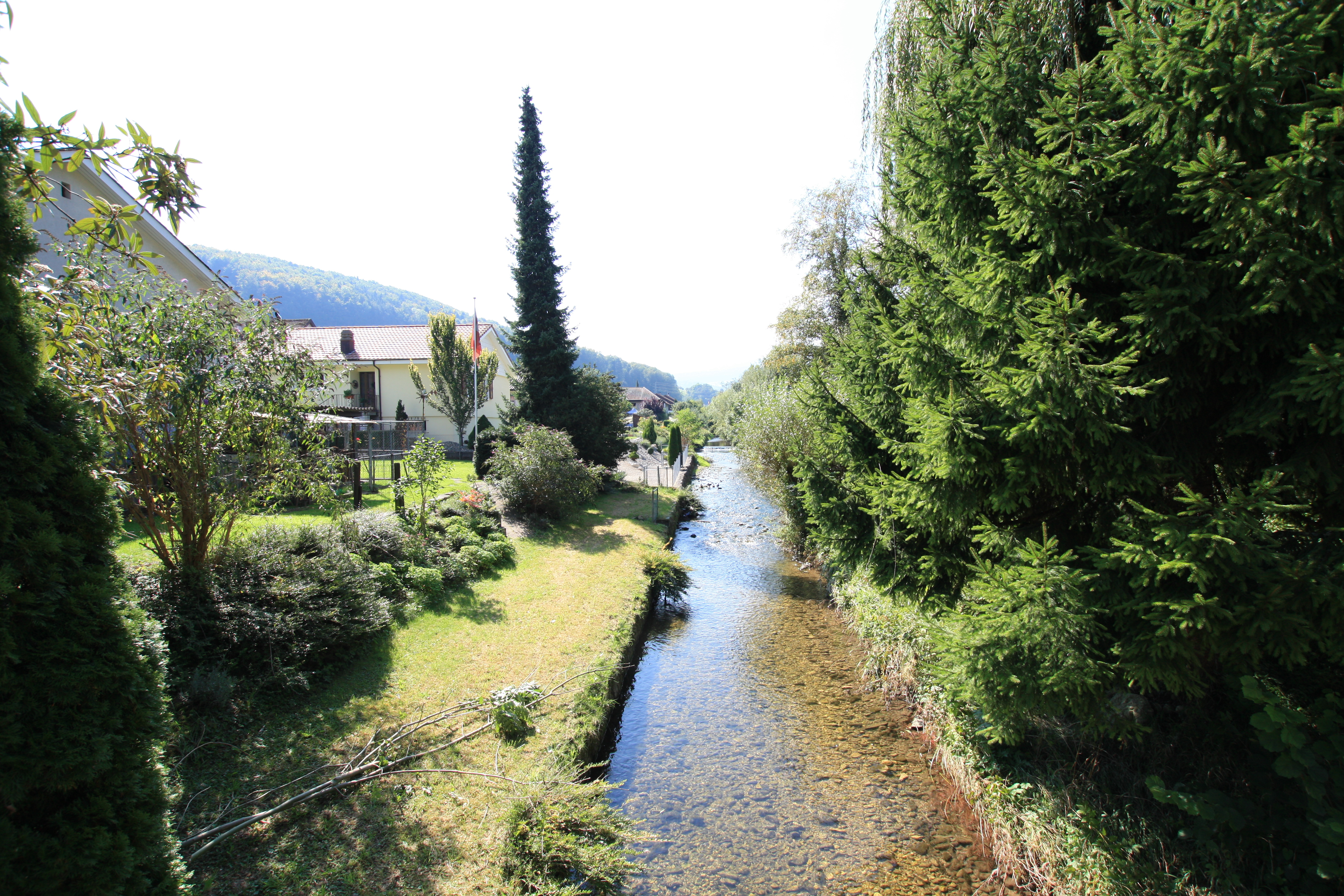
Die Frenke in Hölstein
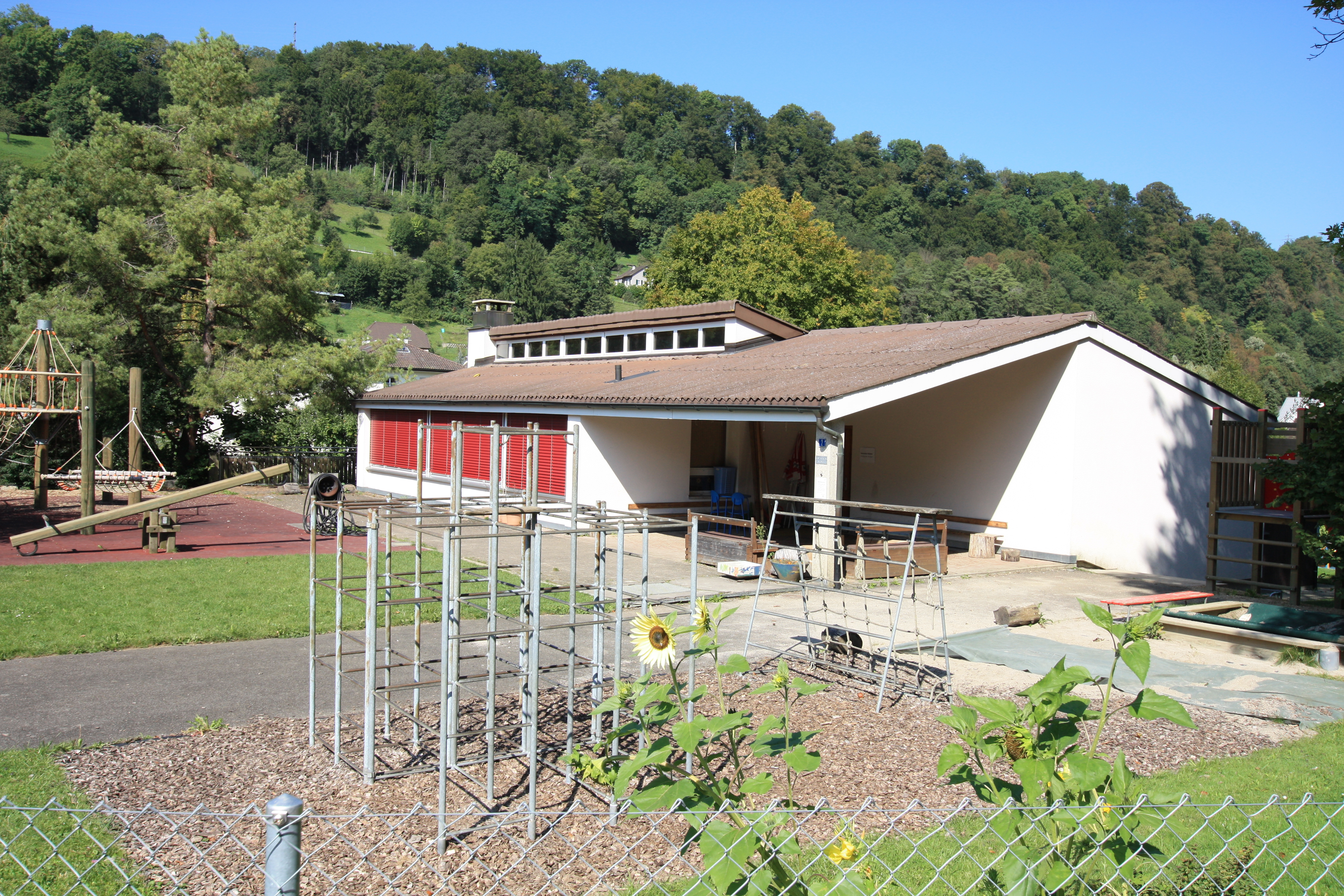
Kindergarten Hölstein
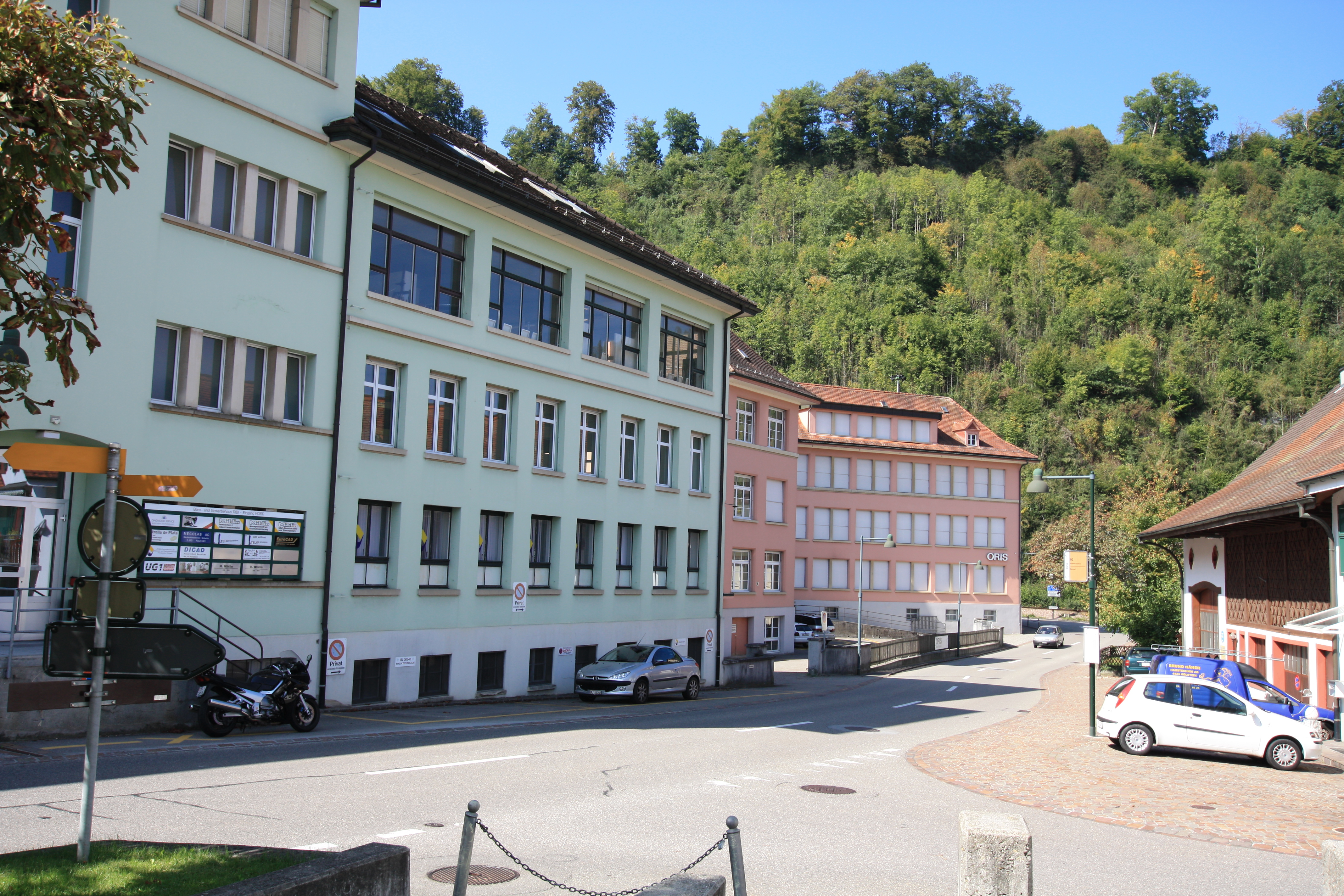
Hauptsitz der Oris SA (Schweizer Hersteller von mechanischen Uhren)
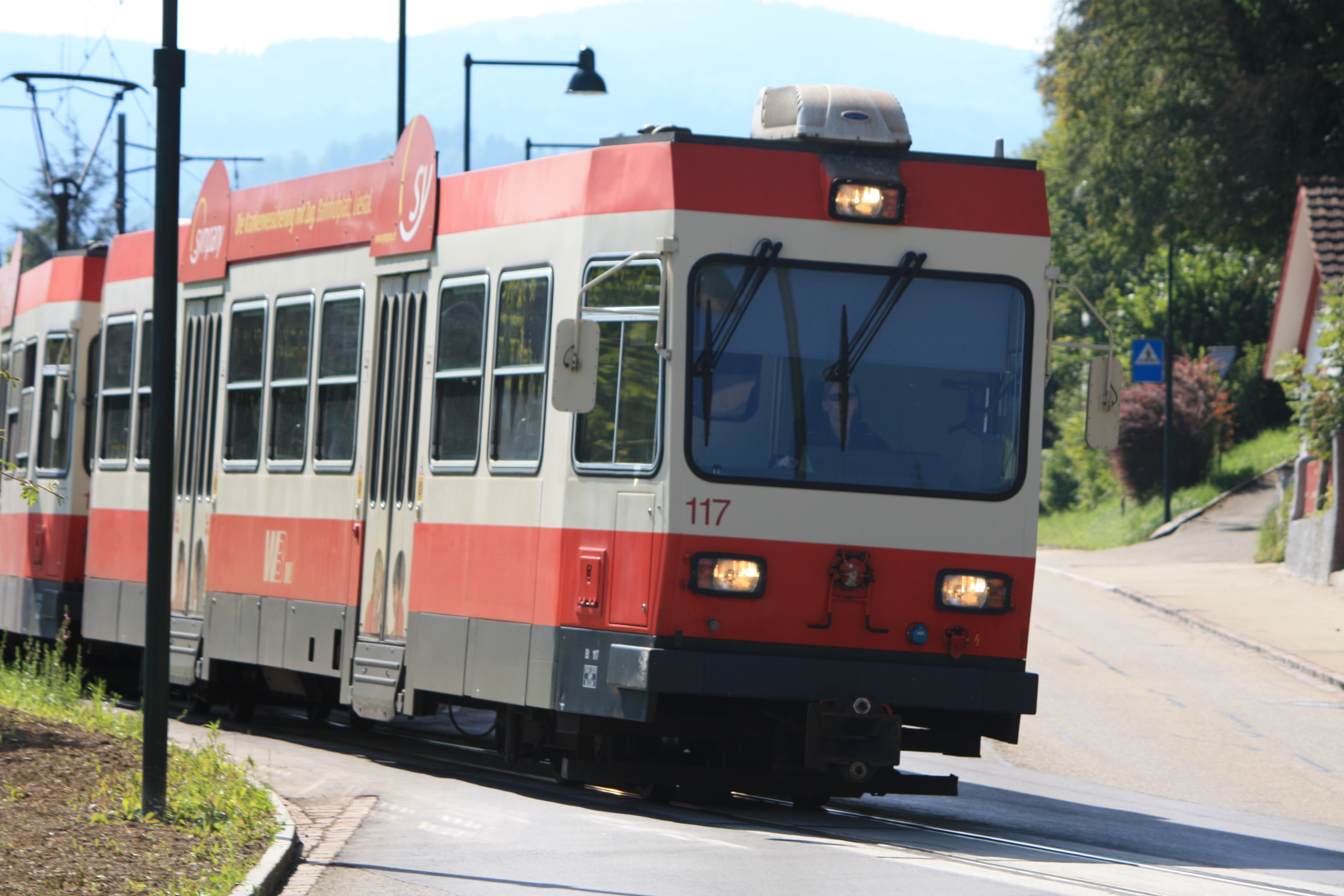
Die Waldenburgerbahn (WB) bei ihrer Fahrt durch Hölstein